# تو إكستريم
تو إكستريم (بالإنجليزية: 2Xtreme)‏، هي لعبة فيديو أمريكية من نوع رياضة التزلج على اللوح، وهي من تطوير سوني إنتراكتيف ستوديوز أميركا، ومن نشر سوني كمبيوتر إنترتنمنت، صدرت في الأسواق سنة 1996، وتعمل حصرياً لمنصة بلاي ستيشن.